# Шишлов, Юрий Николаевич
Ю́рий Никола́евич Шишло́в (23 января 1945, Урюпинск, Сталинградская область, СССР — 5 августа 2010, Москва, Россия) — советский футболист, защитник, советский и российский тренер и функционер.

## Карьера

### Клубная
26 мая 1964 года провёл единственный матч за волгоградский «Трактор» в Кубке СССР против львовского СКА (0:2). Затем выступал за молодёжную команду ростовского СКА. В 1968 году защищал цвета волжской «Энергии». В 1969 году вернулся в Волгоград. В 1972 году пополнил ряды «Уралана», где и завершил карьеру в 1976 году.

### Тренерская
Тренерскую карьеру начал в Камышине вместе с Сергеем Павловым, с которым создал команду «Текстильщик». С тех пор работал в качестве президента клуба, начальника команды, спортивного, технического, генерального директора, тренера-селекционера, и. о. главного тренера в Липецке, Элисте, Тольятти, Орле, Владивостоке, Ярославле и Владикавказе. «Под Шишлова» в клубы шли игроки, способные решить задачу выхода в Премьер-лигу. Проекты, которые реализовывались Шишловым и Павловым, приносили результат (после Камышина) также в Элисте, Владивостоке и Ярославле: в 2001 году «Уралан», в 2005 году «Луч-Энергия» и в 2007 году «Шинник» добивались повышения в классе. В сезоне-2005 успел поработать также в поднявшейся в том году в Первый дивизион «Ладе» и середняке Первого дивизиона «Орле», после чего вновь воссоединился с Павловым во Владивостоке — и «Луч-Энергия» вернулся в элитный дивизион. Потом их пути разошлись, но вскоре Шишлов опять стал помогать дальневосточникам в качестве консультанта по кадровым вопросам, став тренером-селекционером.

## Убийство
4 августа 2010 года В Москве с тяжелейшими ранениями был обнаружен прохожими на улице Сергея Макеева и доставлен в городскую больницу. Спустя несколько часов от полученных ран скончался. В марте 2012 года в Санкт-Петербурге был найден убийца, им оказался 33-летний гражданин Белоруссии, который указал, что преступление совершил по заказу, получив за него 100 тыс. рублей. Причиной убийства стало нежелание заказчика отдавать функционеру крупный долг.

## Личная жизнь
Сын Алексей (род. 1980) занимал должность администратора команды «Уралан» в 2002—2004 годах.